# 哈马尔湖 (土卫六)
哈马尔湖（Hammar Lacus）是在土星最大的卫星土卫六上发现的众多碳氢化合物湖泊和海洋之一。
该湖泊位于土卫六上北纬48.6度、西经308.29度，由液体甲烷和乙烷组成，其直径约200公里，面积为18600公里2，为土卫六上第三大湖泊。2013年12月3日被国际天文学联合会以伊拉克南部的哈马尔湖命名了它。